# Josep Mas Portet
Josep Mas Portet, també conegut com a Kitflus, (Mollet del Vallès, Vallès Oriental, 6 de juliol de 1954) és un músic i compositor català.
Va cursar estudis de solfeig, harmonia, i piano al Conservatori Municipal de Barcelona. De formació autodidacta, va cultivar el terreny del jazz i precoçment va ser membre de diverses grups de música com Los Estoicos, Cuarto Mundo, Proyecto A. A principi dels anys setanta, va formar part de la formació del cantant Tony Ronald, on rebé el sobrenom de Kitflus. En aquesta etapa, coincideix amb els músics Jordi Colomer, Max Sunyer, Primitivo Sancho i Àngel Riba, que més endavant, junts fundarien l'octubre de 1974 el grup de música rock Iceberg. El 1982 funda el grup de jazz rock Pegasus juntament amb els músics Santi Arisa, Rafael Escoté i Max Sunyer. La banda va aconseguir notable èxit arribant a actuar al Carnegie Hall de Nova York i al Festival de Jazz de Montreux, i fou escollit com a millor grup espanyol de jazz per la revista Quartica Jazz l'any 1986.
A principis dels anys noranta, va formar un duet amb el pianista Manel Camp, i també començà a col·laborar amb els arranjaments i composicions de les cançons de Joan Manuel Serrat juntament amb el pianista Ricard Miralles, on destaquen Nadie es perfecto (1994), Sombras de la China (1998), Banda Sonora d'un temps d'un país (1996). També ha compost bandes sonores de cinema, com per exemple, Soldados de plomo (1983), Capità Escalaborns (1990), Historias de la puta mili (1993), etc., així com és autor de diverses sintonies de televisió, destacant la de la sèrie Poblenou (1994) o alguns temes del Club Super 3.